# Wikipedia tiếng Urdu
Wikipedia tiếng Urdu là một phiên bản Wikipedia, một bách khoa toàn thư mở. Nó bắt đầu vào ngày 27 tháng 1, 2004. Tính đến 12 tháng 8, 2015, nó đã có hơn 75.000 bài viết, 130.039 người dùng đăng ký và hơn 11.095 hình ảnh. Wikipedia tiếng Ả Rập hiện là phiên bản lớn thứ 21 của Wikipedia tính theo số bài viết, và là ngôn ngữ Semitic đầu tiên vượt quá 100.000 bài viết. Wikipedia tiếng Urdu hiện là phiên bản lớn thứ 54 của Wikipedia tính theo số bài viết, và là ngôn ngữ Semitic đầu tiên vượt quá 100.000 bài viết.